# Nuno Viveiros
Nuno Viveiros (Machico, 22 de Junho de 1983) é um futebolista português, que joga habitualmente como avançado.
No final da época 2007/2008 transferiu-se do Clube de Futebol Estrela da Amadora, para o Politehnica Iaşi, do Campeonato Romeno de Futebol.